# Vladimir Stojković
Vladimir Stojković (în sârbă Владимир Стојковић, pronunțat [ʋlǎdimiːr stǒːjkoʋitɕ]; n. 28 iulie 1983, Loznica, RS Serbia, RSF Iugoslavia) este un fotbalist profesionist sârb care joacă pe postul de portar pentru FK Partizan și echipa națională a Serbiei pe postul de portar.
În timpul carierei a jucat pentru cele două mari cluburi din țara sa, Steaua Roșie și Partizan, dar a jucat și la echipe din alte șapte țări, printre care și Sporting Clube de Portugal, care l-a împrumutat de mai multe ori pe durata contractului său.
Un internațional sârb, a strâns 84 de selecții, și a participat la trei Campionate Mondiale și la Jocurile Olimpice din 2008.

## Tinerețe
Născut în Loznica, Republica Socialistă Federală Iugoslavia, Stojkovic s-a născut într-o familie de sportivi. Tatăl său Vladeta (d. 2007) a fost de asemenea portar de fotbal si mama sa, Kosa, (1949-2012) a fost o atletă care a concurat la aruncarea discului.

## Cariera pe echipe

### Steaua Roșie
Stojković a ajuns la Steaua Roșie Belgrad de la echipa locală FK Loznica, unde s-a format ca junior. Intrând în lotul echipei mari, el a fost inițial rezerva lui Vladimir Dišljenković și, ca urmare, a apărut într-o singură partidă din campionat în sezonul 2001-2002 și în una din următorul sezon, sub conducerea antrenorului Zoran Filipović.
Datorită statutului de titular al lui Dišljenković, care s-a cimentat odată cu revenirea antrenorului Slavoljub Muslin, clubul l-a împrumutat pe Stojković la sfârșitul lunii iunie 2003 echipei campioane din Bosnia și Herțegovinei FK Leotar, care dorea să se întărească înainte de rundele de calificare în Liga Campionilor UEFA. El a jucat în toate cele patru meciuri de calificare sub conducerea lui Milan Jovin, fiind eliminat în turul doi.
Cu toate acestea, după doar două luni, Stojkovic a părăsit clubul, din cauza unor salarii neplătite. Apoi a încercat să obțină un loc de titular, dar antrenorul Muslin i-a transmis că nu se bazează pe el. După încheierea contractului a început să se antreneze în particular cu antrenorul de portari Tomo Savic, pentru a rămâne în formă competitivă, așteptând deschiderea ferestrei de transfer din ianuarie 2004.

### Zemun
Stojković s-a alăturat echipei FK Zemun în fereastra de transfer de iarnă din 2004. Sub conducerea lui Dušan Mitošević, la vârstă de 20 de ani, a fost inițial rezerva lui Miloš Adamović. Prima sa apariție s-a produs întâmplător chiar împotriva fostului său club Steaua Roșie și, deși noua sa echipă a pierdut, a parat o lovitură de pedeapsă executată de Marko Pantelić, și a continuat să apere în alte cinci meciuri din finalul campionatului.
Intrând în cel de- al doilea sezon la Zemun, Stojkovic a fost incontestabil numărul unu în echipa sa, apărând în 28 de partide și terminând pe poziția a cincea. În primăvara anului 2005, el a făcut mai multe parade în timpul meciului cu Steaua Roșie într-o remiză remarcabilă cu 0-0, rezultatul fiind favorabil lui FK Partizan, care a câștigat în cele din urmă campionatul național.

### Înapoi la Steaua Roșie
În vara anului 2005, la șase luni de la plecarea lui Dišljenkovic la FC Metalurg Donețk, Stojkovic s-a întors la Steaua Roșie, unde inițial a fost rezerva experimentatului Ivan Ranđelović. În meciul retur al Cupei UEFA din primul tur preliminar cu SC Braga, antrenorul Walter Zenga l-a titularizat, iar jucătorul a profitat de această ocazie, impresionând imediat în poartă, în timp ce echipa sa a trecut de Braga mulțumită golurilor marcate în deplasare calificându-se în grupe.
În grupe Stojkovic avea să facă cel mai memorabil moment al sezonului, apărând un penalty executat de Antonio Cassano care a încercat să-l învingă cu o lovitură stil Panenka, în timp ce Steaua Roșie a învins-o pe AS Roma cu 3-1 acasă. Un nou favorit al fanilor de atunci, și-a obținut locul de titular în poartă, reușind să câștige dubla cupă-campionat.

### Nantes
Stojkovic a fost transferat de clubul de Ligue 1 FC Nantes, în vara anului 2006, pentru aproximativ 3 milioane €, pentru a-l înlocui pe Mickael Landreau. După câteva prime meciuri promițătoare, totuși, forma lui a scăzut rapid și a pierdut locul de titular în fața lui Vincent Briant. atunci în vârstă de 20 de ani, cu puțin înainte de pauza de iarnă. În același timp, a apărut o ruptură în cadrul echipei care a condus la o serie de rezultate slabe și la demiterea antrenorului; Stojkovic nu s-a aflat în grațiile lui Michel Der Zakarian și a fost încurajat să solicite un transfer sau un împrumut atunci când echipa l-a convins pe starul francez Fabien Barthez să revină din retragere și să semneze cu ea pentru restul sezonului.
În ianuarie 2007, Stojkovic a fost transferat la SBV Vitesse sub formă de împrumut pentru șase luni. Pe 3 martie a jucat primul său meci în Eredivisie, o înfrângere scor 2-3 împotriva lui SBV Excelsior.

### Sporting
La 11 iulie 2007, Stojkovic a semnat un contract pe cinci ani cu clubul portughez Sporting Clube de Portugal care i-a plătit lui Nantes 1,1 milioane de euro. A început bine sezonul, dar s-a accidentat până la sfârșitul primei jumătăți a sezonului și și-a pierdut locul de titular în fața tânărului Rui Patrício; după recuperare, el nu a reușit niciodată să-și recupereze locul în primul unsprezece, ajungând să fie a treia alegere de portar după o neînțelegere cu antrenorul Paulo Bento.
În iulie 2008, Sporting i-a permis lui Stojkovic să meargă să dea probe pentru Everton din Premier League, în vederea încheierii unui acord de împrumut. Cu toate acestea, la 22 iulie, a părăsit prima sesiune de probe după doar o oră fără explicații. Purtătorul de cuvânt al clubului a declarat că cei de la Everton și-a pierdut interesul și că au fost avertizați din timp că Stojkovic are un „caracter dificil”; jucătorul a negat că a plecat, spunând: „Totul a mers bine, nu am avut nici o problemă. Ceea ce am citit în presa portugheză este greșit. Nu sunt cineva care creează probleme”.
Stojkovic a continuat la Sporting pentru începutul sezonului 2008-2009, dar nu a jucat în niciun meci de campionat. În ianuarie 2009 a fost împrumutat la Getafe CF din La Liga până la sfârșitul sezonului, echipa din Madrid devenind a cincea echipă pentru care joacă în mai puțin de trei ani.
La 12 aprilie 2009, la trei luni după ce a ajuns la club, a debutat la Getafe datorită suspendării lui Jacobo, titularul obișnuit al echipei, care a încasat un cartonaș roșu, și datorită faptului că  argentinianul Oscar Ustari încă se recupera în urma unei accidentări grave. Stojkovic a reușit să nu ia gol în meciul câștigat de Getafe cu 1-0 în fața Seviliei. Șase zile a jucat în meciul de acasă împotriva lui FC Barcelona și a avut un șir de parade spectaculoase în fața lui Thierry Henry, Lionel Messi și Gerard Piqué, însă echipa sa a pierdut cu 1-0 din cauza unui gol primit în prima repriză.
Spre sfârșitul sezonului, Getafe și-a exprimat interesul pentru a-l transfera permanent, dar nu a putut ajunge la un acord cu Sporting. Potrivit agentului său Zoran Stojadinović, spaniolii i-au oferit Sporting 500.000 € plus 25% dintr-un viitor transferul, însă portughezii au refuzat.
Întoarcerea la Sporting în sezonul 2009-2010 i-a provocat mai multă frustrare lui Stojkovic, deoarece el a continuat să nu facă parte din planurile antrenorului Bento. La sfârșitul lunii octombrie 2009, el a recunoscut în mod public că șansele sale de a-și asigura un loc în echipă sub acest antrenor sunt minime, sugerând de asemenea că este dispus să accepte o reducere de salariu pentru a merge la un club unde va fi sigur că va juca, pentru a rămâne în vederile selecționerului Serbiei pentru a participa la Campionatul Mondial FIFA din 2010; Bento a fost forțat să demisioneze la începutul lunii noiembrie 2009 din cauza rezultatelor slabe, dar acest lucru nu a dus la îmbunătățirea situației jucătorului, pentru că noul antrenor Carlos Carvalhal a continuat să-l omită din lot.
S-a iscat și o controversă în urma publicării de către tabloidul portughez Correio da Manha a unui material prin care se sugera că coechipierii João Moutinho, Ânderson Polga, Liédson și Marco Caneira, împreună cu președintele José Eduardo Bettencourt au vrut ca Stojković să fie dat afară pentru că și-a exprimat public bucuria după plecarea lui Bento. Cu toate acestea, acest zvon a fost infirmat imediat de către site-ul clubului.
La sfârșitul lunii decembrie 2009, a fost anunțat că Stojkovic va fi împrumutat la Wigan Athletic pentru o perioadă de șase luni, fiind adus în locul Richard Kingson în perioada în care ganezul juca pentru naționala sa la Cupa Africii pe Națiuni 2010. Mutarea a fost confirmată oficial la 7 ianuarie 2010 și a devenit al patrulea portar sârb în istorie care a apărut în fotbalul englez după Radojko Avramović, Petar Borota și Saša Ilić.
Stojković a debutat pentru Wigan pe 23 ianuarie 2010, cu o remiză scor 2-2 împotriva lui Notts County în a patra rundă a Cupei Angliei a fost primul său meci jucat de la cel din perioada în care a fost împrumutat la Getafe. Debutul său din Premier League a venit patru zile mai târziu acasă împotriva lui Blackburn Rovers, în care a jucat slab, cu echipa sa pierzând cu scorul de 1-2, din cauza unei gafe ale sale când a ieșit până la limita careului și a boxat slab șutul expediat de Brett Emerton din lovitură liberă, mingea ajungând la Morten Gamst Pedersen care a tras un voleu la semi-înălțime în poarta goală. După ce Chris Kirkland și-a revenit din accidentare, sârbul a fost trecut pe bancă.
Ultimul meci al lui Stojkovic pentru Wigan a venit pe 29 martie 2010, cu Manchester City: în minutul 72, o bâlbâială între portar și fundașul Paul Scharner i-a permis lui Emmanuel Adebayor să-i servească mingea lui Carlos Tevez, care a marcat în poarta goală; La sfârșitul sezonului, englezii au refuzat să activeze clauza de transfer definitiv

### Împrumut la Partizan
La 27 august 2010, Stojković a fost împrumutat pentru un sezon la campioana Serbiei de atunci, FK Partizan. Acordul dintre Sporting și Partizan a fost structurat astfel încât salariul jucătorului de 45.000 € pe lună să fie plătit 80% de către acesta și 20% de către echipa din urmă, ceea ce a însemnat că, pentru cele zece luni ale împrumutului său, Sporting i-a plătit 360.000 € total, în timp ce cealaltă echipă a contribuit cu 90.000 €.
După meciurile proaste făcute de titularul Radiša Ilić, în căutarea unui nou portar pentru grupele Ligii Campionilor,, Partizan a adus în persoana lui Stojković un portar care, cu doar două luni mai devreme, a devenit membru onorific al rivalilor de la Steaua Roșie într-o ceremonie publică în care i s-a dat cardul de membru cu numărul 134. Din această cauză, aducerea lui Stojkovic a fost extrem de controversată și a provocat o mare dezamăgire și furie în rândul fanilor Stelei Roșii, precum și o mulțime de reacții din partea mass-mediei sârbe. Unele publicații de presă au raportat chiar că fiind conștienți de natura controversată a aducerii sale, el însuși a insistat asupra unei clauze care îi permitea să nu joace în meciurile de derby, primul dintre acestea fiind programat pentru 23 octombrie 2010; dar când a fost întrebat, a negat existența unei astfel de clauze. Aproape imediat după ce știrea a ajuns în presă, a început să primească amenințări, inclusiv amenințări cu moartea, precum și amenințări împotriva familiei sale.

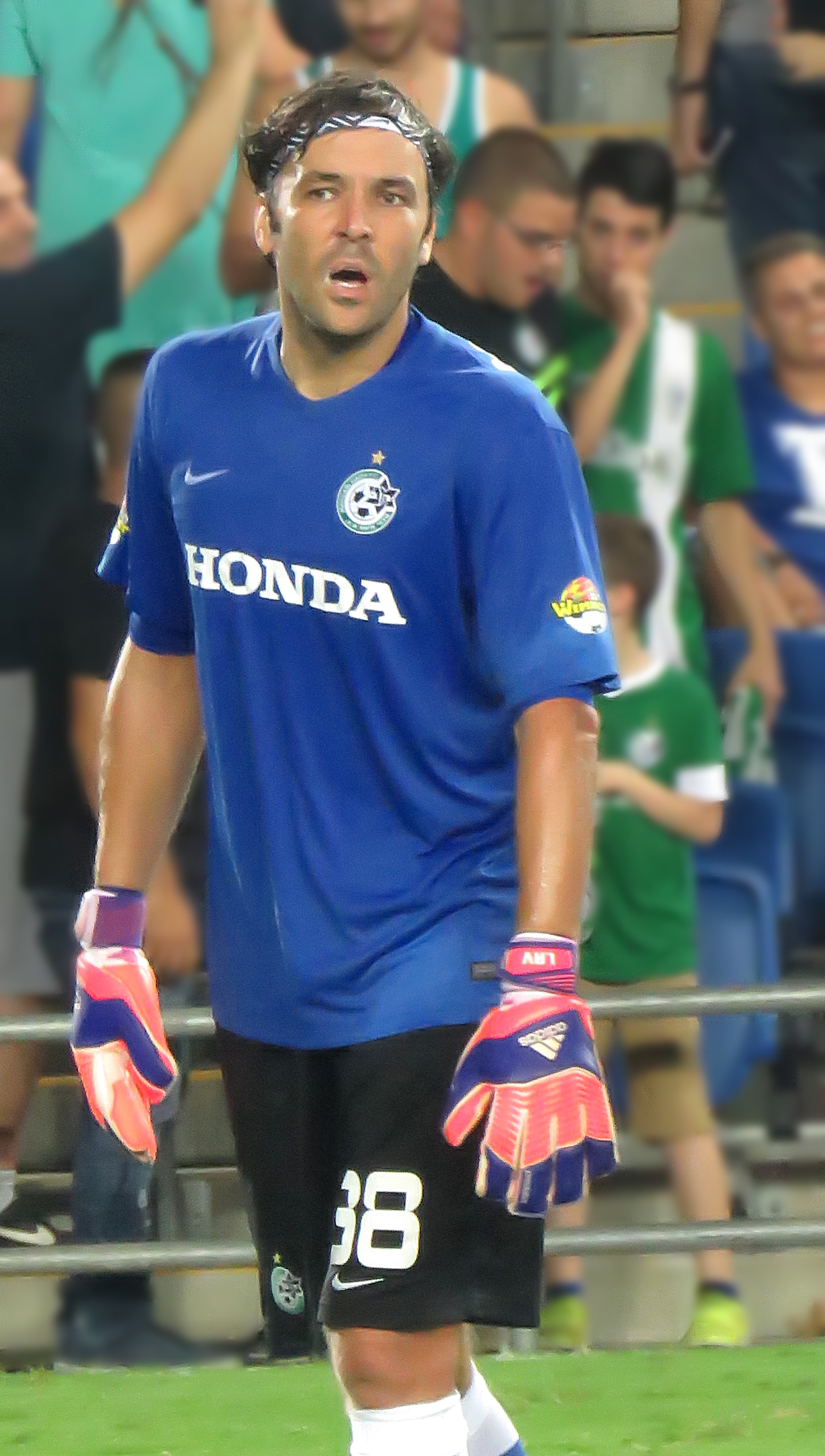
Stojković jucând pentru Maccabi Haifa în 2015

Stojkovic și-a făcut debutul oficial pentru Partizan pe 4 septembrie 2010 într-o victorie scor 2-0 pe teren propriu cu FK Hajduk Kula, în care nu a fost pus la încercare deoarece echipa adversă se concentra mai mult pe apărare. La 23 octombrie a avut loc derbiul mult așteptat împotriva Stelei Roșii: din cauza unor evenimente nefavorabile care au avut loc până la meci, au existat temeri legate de noi incidente violente și în special în privința siguranței personale a portarului, dar, în ciuda presiunii enorme și a tensiunii, el a fost neclintit de dorința lui de a juca în acel meci. Meciul s-a încheiat fără incidente, Partizan câștigând cu 1-0 și după fluierul final a alergat spre peluza sud, unde s-au adunat fanii cei mai loiali ai lui Partizan, ridicându-și tricoul pe care scria: „Iertați-mi trecutul urât”; această mișcare nu a fost bine primită de publicul larg, presa locală acuzând jucătorul de faptul că a fost lingușitor și a făcut un gest inutil pin care putea să-și provoace vechiul club; totuși, el a susținut că a încercat doar să-și arate sentimentele și a insistat că nu a fost provocator.
Pe 11 august 2012, Stojković a marcat primul gol al carierei sale, dintr-o lovitură de pedeapsă în prima etapă a sezonului, 7-0 acasă cu FK BSK Borča. La 7 octombrie, după ce a suferit o accidentare împotriva lui FK Javor Ivanjica, a fost trecut pe bancă pentru restul anului, dar a fost numit în cel mai bun unsprezece al campionatului mulțumită performanțelor sale.
În 2013, Stojkovic a fost votat Jucătorul Anului de către fanii clubului.

### Ultimii ani
La 25 ianuarie 2014, Stojkovic a semnat un contract pe șase luni cu Ergotelis FC din Superliga Grecia din postura de jucător liber de contract. El a debutat la noua sa echipă după două zile, într-o victorie cu scorul de 1-0 împotriva lui Panionios FC.
La 10 iunie 2014, Stojkovic a semnat un contract pe trei ani cu Maccabi Haifa FC în Prima Ligă de Fotbal a Israelului. Doi ani mai târziu s-a întors în Anglia, semnând un contract pe doi ani cu clubul de Championship Nottingham Forest și a jucat primul său meci la 11 septembrie 2016 într-o remiză cu 2-2 din deplasare împotriva lui Aston Villa.
La 15 august 2017, Stojkovic s-a întors la fostul său club Partizan. El a debutat două zile mai târziu, într-o remiză cu 0-0 de acasă cu Videoton în prima etapă a rundei de playoff a Europa League.
La 23 ianuarie 2018, Stojkovic a semnat un nou contract pe patru ani.

## Cariera internațională

### Tineret
Stojković a fost rezerva lui Nikola Milojević la echipa națională a Serbiei și Muntenegru sub-21 care a ajuns în finala Campionatului European din 2004 din Germania, dar nu a jucat niciun minut.
Când a devenit titular la Steaua Roșie Belgrad, Stojković a avut mai multe oportunități. În mai 2006, el a fost căpitanul echipei sub 21 de ani în timpul Campionatului European din 2006 din Portugalia, în absența suspendatului Danko Lazović, ajutându-și echipa națională să ajungă la semifinalele turneului.

### Senior

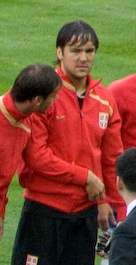
Stojkovic la naționala Serbiei în 2008

Stojkovic a făcut parte din lotul naționalei mari pentru Campionatul Mondial din 2006 și a fost din nou rezervă, de data aceasta a lui Dragoslav Jevrić. După venirea lui Javier Clemente în funcția de antrenor principal, el a devenit titularul noii naționale a Serbiei independente, debutând împotriva Cehia la 16 august 2006.
În timpul campaniei de calificare la UEFA Euro 2008, Stojković a jucat în mare parte bine, în special în meciul încheiat cu 1-1 fcu Portugalia, având mai multe parade spectaculoase. Clemente a fost înlocuit de Miroslav Đukić în urma nereușitei țării de a se califica pentru finală, dar jucătorul a continuat să fie titular.
În iulie 2008, Stojkovic a fost numit în echipa olimpică pentru turneul olimpic de la Beijing. El a continuat să joace constant pentru echipa mare sub noul antrenor Radomir Antić, chiar dacă a fost complet ostracizat la Sporting; după ce a jucat în majoritatea meciurilor de calificare la Campionatul Mondial din 2010, a ajutat Serbia să câștige cu 1-0 împotriva Germaniei în Africa de Sud, parând penaltiul lui Lukas Podolski.
La 29 iulie 2010, într-o declarație vagă dată cotidianului sportiv sârbesc Sportski žurnal, Stojkovic a subliniat posibilitatea de a „se retrage temporar de la echipa națională” dacă nu își va găsi un club la care să joace regulat până la începerea calificărilor pentru Euro 2012. Antić nu l-a convocat pentru meciul amical cu Grecia și nici în primele două meciuri oficiale împotriva Insulelor Feroe și a Sloveniei.
Cu toate acestea, după ce selecționerul a fost concediat după remiza cu Slovenia, Stojkovic a fost selectat din nou de noul antrenor Vladimir Petrović, pentru următorul meci de calificare împotriva Estoniei la 8 octombrie 2010. Acesta a fost primul meci jucat după transferul la Partizan și a fost înjurat de suporterii Stelei Roșii, ceea ce i-a afectat performanța, în urma gafei sale oaspeții înscriind golul de 1-1; mai târziu, după ce gazdele erau conduse cu 1-2, a făcut o altă greșeală care a dus la un gol, după o neînțelegere cu fundașul central Aleksandar Luković, ducând la o pasă în spate care s-a dus până în poarta Serbiei.
Patru zile mai târziu, înainte de începerea meciului de calificare împotriva Italiei în Genova, Stojkovic a fost agresat de un grup de fani ai Stelei Roșii care au intrat în autobuzul echipei din Serbia. După mai mult de un an de la incident, a revenit la echipa națională, fiind chemat pentru două jocuri amicale în noiembrie 2011.
La 11 octombrie 2014, când Serbia a pierdut cu 0-1 în deplasare cu Armenia într-un meci de calificare la Euro 2016, Stojković a scos pe final de meci un penalty executat de Marcos Pizzelli, după care Zoran Tošić a marcat golul egalizator. El a fost, de asemenea, convocat în lotul pentru Campionatul Mondial din 2018, jucând toate cele trei meciuri din grupe.

## Viața personală
În iunie 2009, Stojkovic s-a căsătorit cu prietena sa, Bojana, de profesie model. Cuplul are un fiu, Lav, care s-a născut în aprilie 2011.
Fratele mai mare al lui Stojkovic, Vladan, a fost, de asemenea, fotbalist și portar. El a petrecut cea mai mare parte a carierei sale în Portugalia cu Leça FC (1994-2000), stabilindu-se în țară cu soția sa portugheză după retragere și este părintele lui Vladimir; acesta din urmă a jucat fotbal la tineretul lui Sporting în timp ce unchiul său juca pentru echipa mare, și a jucat, de asemenea, pentru Portugalia la nivel de tineret.

## Statistici privind cariera

### Club
Din 1 mai 2019
| Club                      | Sezon         | Campionat | Campionat | Cupă    | Cupă   | Cupa Ligii | Cupa Ligii | Continental | Continental | Altele  | Altele | Total   | Total |
| Club                      | Sezon         | Meciuri   | Goluri    | Meciuri | Goluri | Meciuri    | Goluri     | Meciuri     | Goluri      | Meciuri | Goluri | Meciuri | Goals |
| ------------------------- | ------------- | --------- | --------- | ------- | ------ | ---------- | ---------- | ----------- | ----------- | ------- | ------ | ------- | ----- |
| Steaua Roșie              | 2001–2002     | 1         | 0         | 0       | 0      | —          | —          | 0           | 0           | —       | —      | 1       | 0     |
| Steaua Roșie              | 2002–2003     | 1         | 0         | 0       | 0      | —          | —          | 0           | 0           | —       | —      | 1       | 0     |
| Steaua Roșie              | Total         | 2         | 0         | 0       | 0      | —          | —          | 0           | 0           | —       | —      | 2       | 0     |
| Leotar (împrumut)         | 2003–2004     | 4         | 0         |         |        | —          | —          | 4           | 0           | —       | —      | 8       | 0     |
| Zemun                     | 2003–2004     | 6         | 0         |         |        | —          | —          | —           | —           | —       | —      | 6       | 0     |
| Zemun                     | 2004–2005     | 28        | 0         |         |        | —          | —          | —           | —           | —       | —      | 28      | 0     |
| Zemun                     | Total         | 34        | 0         |         |        | —          | —          | —           | —           | —       | —      | 34      | 0     |
| Red Star                  | 2005–2006     | 21        | 0         | 0       | 0      | —          | —          | 6           | 0           | —       | —      | 27      | 0     |
| Nantes                    | 2006–2007     | 10        | 0         | 0       | 0      | 1          | 0          | —           | —           | —       | —      | 11      | 0     |
| Vitesse (împrumut)        | 2006–2007     | 8         | 0         | 0       | 0      | —          | —          | —           | —           | 6       | 0      | 14      | 0     |
| Sporting                  | 2007–2008     | 9         | 0         | 1       | 0      | 2          | 0          | 2           | 0           | 1       | 0      | 15      | 0     |
| Sporting                  | 2008–2009     | 0         | 0         | 0       | 0      | 0          | 0          | 0           | 0           | 0       | 0      | 0       | 0     |
| Sporting                  | 2009–2010     | 0         | 0         | 0       | 0      | 0          | 0          | 0           | 0           | 0       | 0      | 0       | 0     |
| Sporting                  | Total         | 9         | 0         | 1       | 0      | 2          | 0          | 2           | 0           | 1       | 0      | 15      | 0     |
| Getafe (împrumut)         | 2008–2009     | 5         | 0         | 0       | 0      | —          | —          | —           | —           | —       | —      | 5       | 0     |
| Wigan Athletic (împrumut) | 2009–2010     | 4         | 0         | 2       | 0      | 0          | 0          | —           | —           | —       | —      | 6       | 0     |
| Partizan (împrumut)       | 2010–2011     | 26        | 0         | 4       | 0      | —          | —          | 6           | 0           | —       | —      | 36      | 0     |
| Partizan                  | 2011–2012     | 25        | 0         | 3       | 0      | —          | —          | 4           | 0           | —       | —      | 32      | 0     |
| Partizan                  | 2012–2013     | 21        | 1         | 0       | 0      | —          | —          | 7           | 0           | —       | —      | 28      | 1     |
| Partizan                  | 2013–2014     | 14        | 0         | 3       | 0      | —          | —          | 2           | 0           | —       | —      | 19      | 0     |
| Partizan                  | Total         | 86        | 1         | 10      | 0      | —          | —          | 19          | 0           | —       | —      | 115     | 1     |
| Ergotelis                 | 2013–2014     | 11        | 0         | 0       | 0      | —          | —          | —           | —           | —       | —      | 11      | 0     |
| Maccabi Haifa             | 2014–2015     | 35        | 0         | 2       | 0      | 4          | 0          | —           | —           | —       | —      | 41      | 0     |
| Maccabi Haifa             | 2015–2016     | 31        | 0         | 4       | 0      | 2          | 0          | —           | —           | —       | —      | 37      | 0     |
| Maccabi Haifa             | Total         | 66        | 0         | 6       | 0      | 6          | 0          | —           | —           | —       | —      | 78      | 0     |
| Nottingham Forest         | 2016–2017     | 20        | 0         | 0       | 0      | 1          | 0          | —           | —           | —       | —      | 21      | 0     |
| Partizan                  | 2017–2018     | 23        | 0         | 2       | 0      | —          | —          | 10          | 0           | —       | —      | 35      | 0     |
| Partizan                  | 2018–2019     | 26        | 0         | 3       | 0      | —          | —          | 7           | 0           | —       | —      | 36      | 0     |
| Partizan                  | Total         | 49        | 0         | 5       | 0      | —          | —          | 17          | 0           | —       | —      | 71      | 0     |
| Total carieră             | Total carieră | 329       | 1         | 24      | 0      | 10         | 0          | 48          | 0           | 7       | 0      | 418     | 1     |

### Internațional
Începând cu 1 august 2018
| Serbia | Serbia  | Serbia |
| An     | Meciuri | Goluri |
| ------ | ------- | ------ |
| 2006   | 6       | 0      |
| 2007   | 8       | 0      |
| 2008   | 7       | 0      |
| 2009   | 8       | 0      |
| 2010   | 8       | 0      |
| 2011   | 1       | 0      |
| 2012   | 4       | 0      |
| 2013   | 8       | 0      |
| 2014   | 9       | 0      |
| 2015   | 6       | 0      |
| 2016   | 6       | 0      |
| 2017   | 7       | 0      |
| 2018   | 6       | 0      |
| Total  | 84      | 0      |

## Titluri

### Club
Steaua Roșie
- SuperLiga Serbiei: 2005-2006
- Cupa Serbiei și Muntenegrului: 2001-2002

Sporting
- Taça de Portugal: 2007-2008
- Supertaça Cândido de Oliveira: 2007

Partizan
- SuperLiga Serbiei : 2010-2011, 2011-2012, 2012-2013
- Cupa Serbiei : 2010-2011, 2017-2018

Maccabi Haifa
- Cupa de Stat a Israelului : 2015-2016

### Internațional
Serbia și Muntenegru
- Campionatul UEFA de sub 21 de ani al UEFA: finalist 2004

### Individual
- Jucătorul sârb al anului : 2017
- Echipa anului în SuperLiga Serbiei : 2012-2013, 2017-2018
- Jucătorul anului pentru Partizan: 2013 [42]